# Witstreepwigsnavel
De witstreepwigsnavel (witstreepwigsnavelkolibrie, Schistes geoffroyi) is een vogel uit de familie Trochilidae (kolibries). De vogel is genoemd naar de Franse natuuronderzoeker Isidore Geoffroy Saint-Hilaire.

## Verspreiding en leefgebied
Deze soort komt voor van noordelijk Venezuela tot centraal Bolivia en telt twee ondersoorten:
- S. g. geoffroyi: van oostelijk Colombia en noordelijk Venezuela tot oostelijk Peru.
- S. g. chapmani: centraal Bolivia.